# 絶対可憐チルドレン キャラクターCD
『絶対可憐チルドレン キャラクターCD』（ぜったいかれんチルドレン キャラクターCD）は、テレビアニメ『絶対可憐チルドレン』のキャラクターソングが収録されているシングル。2008年7月23日から2009年1月21日にかけて計8枚がジェネオンエンタテインメントから発売された。初回限定盤には「才色兼備なコースター」が付属した。

## リリース一覧

### 1st session 明石薫
歌は、明石薫 starring 平野綾。2008年7月23日発売。
収録曲
1. NO!!!
  - 作詞：くまのきよみ、作曲・編曲：根岸貴幸

2. ひまわり
  - 作詞：くまのきよみ、作曲・編曲：多田彰文

3. Over The Future feat. KAORU
  - 作詞：六ツ見純代 / 作曲：佐伯高志 / 編曲：m-takeshi

4. NO!!!（オリジナル・カラオケ）
5. ひまわり（オリジナル・カラオケ）

### 2nd session 野上葵
歌は、野上葵 starring 白石涼子。2008年9月25日発売。
収録曲
1. 瞬感少女 [2:59]
  - 作詞：くまのきよみ、作曲：田中公平、編曲：根岸貴幸

2. 3 Shinin' 3 [2:49]
  - 作詞：くまのきよみ、作曲・編曲：岸村正実

3. Over The Future feat.AOI [4:04]
  - 作詞：六ツ見純代、作曲：佐伯高志、編曲：m-takeshi

4. 瞬感少女（オリジナル・カラオケ）
5. 3 Shinin' 3（オリジナル・カラオケ）

### 3rd session 三宮紫穂
歌は、三宮紫穂 starring 戸松遥。2008年9月25日発売。
収録曲
1. さわってViolet [4:46]
  - 作詞：くまのきよみ、作曲・編曲：溝口和彦

2. 濃密ウィスパー [4:19]
  - 作詞：くまのきよみ、作曲・編曲：岩崎文紀

3. Over The Future feat.SHIHO [4:05]
  - 作詞：六ツ見純代、作曲：佐伯高志、編曲：m-takeshi

4. さわってViolet（オリジナル・カラオケ）
5. 濃密ウィスパー（オリジナル・カラオケ）

### 4th session 皆本光一
歌は、皆本光一 starring 中村悠一。2008年7月23日発売。
収録曲
全作詞：くまのきよみ
1. I'm Here
  - 作曲：松村潤乃輔、編曲：多田彰文

2. You're Freedom!
  - 作曲・編曲：根岸貴幸

3. ショートドラマ「皆本の休日 〜誰になついてくれるか子猫チャン〜」
4. I'm Here（オリジナル・カラオケ）
5. You're Freedom!（オリジナル・カラオケ）

### 5th session 兵部京介
歌は、兵部京介 starring 遊佐浩二。2008年11月26日発売。
収録曲
全作詞：くまのきよみ、作曲・編曲：村上正芳
1. 自由という名のRestriction [4:03]
2. God Breathless [4:50]
3. ショート・ドラマ「兵部の休日〜パンドラの一番熱い日」 [10:57]
4. 自由という名のRestriction（オリジナル・カラオケ）
5. God Breathless（オリジナル・カラオケ）

### 6th session 梅枝ナオミ
歌は、梅枝ナオミ starring 藤村歩。2008年11月26日発売。
収録曲
1. 半分子猫シンフォニー
  - 作詞：くまのきよみ / 作曲・編曲：村瀬恭久

2. 703 SENSATIONAL
  - 作詞：くまのきよみ / 作曲・編曲：岸村正実

3. ショート・ドラマ「ナオミの休日〜私を映画と豪華ディナーに連れてって♡」
4. 半分子猫シンフォニー（オリジナル・カラオケ）
5. 703 SENSATIONAL（オリジナル・カラオケ）

### 7th session 賢木修二
歌は、賢木修二 starring 谷山紀章。2009年1月21日発売。
収録曲
全作詞：くまのきよみ / 作曲・編曲：村瀬恭久
1. Romantic?Workaholic.
2. ショート・ドラマ「賢木の休日〜思い出の夏は遠く」
3. Snatch
4. Romantic?Workaholic.（オリジナル・カラオケ）
5. Snatch（オリジナル・カラオケ）

### 8th session 柏木朧/ザ・ダブルフェイス
歌は、柏木朧 starring 浅野真澄、ザ・ダブルフェイス starring 中尾衣里&佐藤利奈。2009年1月21日発売。
批評
CDジャーナルは、「赤木りえのフルートが暴れている楽曲。」と批評した。
収録曲
1. プロフィールもnot解禁っ
  - 歌：柏木朧 starring 浅野真澄 / 作詞：くまのきよみ / 作曲・編曲：根岸貴幸

2. ショート・ドラマ「朧&ダブルフェイスの休日〜リミッターの鍵貸します♡」
3. フェイスはダブルの歌心
  - 歌：ザ・ダブルフェイス starring 中尾衣里&佐藤利奈 / 作詞：くまのきよみ / 作曲・編曲：FAULTFINDERS

4. プロフィールもnot解禁っ（オリジナル・カラオケ）
5. フェイスはダブルの歌心（オリジナル・カラオケ）